# Jackson (New Jersey)
Jackson è un comune degli Stati Uniti d'America, nella contea di Ocean, nello Stato del New Jersey.

## Località
Il comune comprende i seguenti census-designated place:
- Cassville
- Vista Center